# Al-Mansur ben al-Nasir
Pour les articles homonymes, voir Al-Mansur.
Al-Mansur bin al-Nasir (?-1104) est un souverain de la dynastie berbère hammadide, qui règne sur le Maghreb central (Algérie) (règne 1088-1104).

## Biographie
Al-Mansur ben al-Nasir succède à son père Al-Nasir en 1088. En 1090, il quitte Al-Qalaâ (la Kalâa des Béni Hammad), capitale traditionnelle  des Hammadides pour s'installer à Béjaïa (Bougie) avec sa troupe et sa cour. Il quitte la région à cause des destructions provoquées par l'arrivée des arabes hilaliens. Son père avait déjà préparé ce transfert en transformant le port de pêche en une ville qu'il appelle An-Nasiriya. L'installation à Béjaïa, du fait de la relative difficulté d'accès pour les cavaliers arabes, permettait de se mettre à l'abri de leurs attaques. Al-Mansur fait construire à  Béjaïa des édifices publics, des palais, un réseau de distribution de l'eau et des jardins. Le royaume hammadide devient ainsi un royaume de sédentaires et non plus de nomades. Néanmoins Al-Mansur n'abandonne pas totalement Al-Qalaâ dans laquelle il fait aussi construire des palais. Le royaume hammadide possède alors deux capitales reliées par une route royale.
À peine est-il sur le trône que son oncle Belbar qu'Al-Nasir avait nommé gouverneur de Constantine, cherche à se rendre indépendant. Al-Mansur envoie une expédition réprimer cette tentative de révolte. Abu Yakni, fils d'Al-Qaid ibn Hammad, mène à bien cette expédition et est remercié par l'attribution du poste de gouverneur de Constantine et de Bône,. Arrivé à ce poste il ne tarde pas à se révolter à son tour. Il envoie son frère Ouighlan à Mahdia avec la mission d'offrir Bône au Ziride Tamim ben al-Muizz. Ce dernier accepte et envoie son fils Abou al-Foutouh y régner avec Ouighlan.
En 1091, quand les Almoravides s'emparent d'Al-Andalus, le dernier roi de taïfa d'Almeria vient chercher un asile auprès d'Al-Mansur. Ce dernier lui concède alors Aïn Tédelès.
Al-Mansur va faire le siège de Bône pendant sept mois. Abou al-Foutouh est fait prisonnier et envoyé à Al-Qalaâ. Al-Mansur fait ensuite le siège de Constantine. Abu Yakni préfère se réfugier dans les Aurès. Le chef arabe qu'il a laissé à Constantine livre la ville à Al-Mansur contre une forte somme d'argent. Depuis sa forteresse des Aurès, Abu Yakni lance des raids contre Constantine et meurt au cours de l'un d'eux (1094).
Al-Mansur avait tissé des liens matrimoniaux avec les Zénata, cela ne l'empêche pas de leur faire la guerre, mais il subit une défaite. Rentré à Béjaïa, il tue son épouse parce qu'elle était la sœur de son vainqueur MAKHOUKH chef de la puissante tribu Zénète Beni-Ouamannou. Ce crime encourage les Zénata dans leur alliance avec les Almoravides de Tlemcen qu'il incite à envahir le territoire des Hammadides. En réponse, Al-Mansur marche sur Tlemcen. Le souverain almoravide Youssef ibn Tachfin avait pris possession de la ville en 1081. Le gouverneur de la ville est mis en difficulté par Al-Mansur, et Youssef ibn Tachfin prend la décision d'interdire à ses troupes d'envahir les territoires hammadides et de faire la paix.
Quelque temps après les hostilités entre les Almoravides et les Hammadides vont reprendre. Al-Mansur envoie contre eux son fils Abd Allah. Les Almoravides reculent. Abd Allah poursuit sa campagne et occupe des territoires occupés par les Zenatas devenus les alliés des Almoravides dans leur hostilité aux Hammadides. Abd Allah prend des territoires aux Banu Wemmanu  (une tribu zénata) puis retourne rejoindre son père. La guerre reprend entre les Hammadides et les Zenatas. Le gouverneur de Tlemcen désigné par Tashfin ben Tinaghmar part s'emparer d'Achir. En réponse Al-Mansur rassemble toutes les troupes des tribus Sanhadja et d'autres peuples alliés, arabes et berbères, et marche sur Tlemcen (1102). Il est à la tête de 20 000 hommes quand arrivé sur les rives de l'oued Sikkak il laisse son armée s'emparer de la ville tandis qu'il part à la poursuite de Tashfin ben Tinaghmar qui s'est dirigé vers Tessala. Les deux armées se sont rencontrées et Tashfin ben Tinaghmar subit une défaite. Pendant ce temps l'armée d'Al-Mansur avait pris possession de Tlemcen et en avaient commencé le pillage. L'épouse du gouverneur en fuite Tashfin ben Tinaghmar implore sa pitié d'Al-Mansur qui épargne la ville et retourne à Al-Qalaâ.
Après cette expédition il tourne ses armes contre les Zenata et les force à se disperser dans le Zab et le Maghreb central. De retour à Bejaïa, il attaque les tribus qui en occupaient les environs et leur fait éprouver tant de pertes qu'elles doivent se disperser dans les montagnes alors que jusque-là les Hammadides avaient échoué à les soumettre.
Al-Mansur meurt en 1104. Son fils Badis lui succède.